# Blodstockning
Blodstockning eller stas (grekiska: στάσις "att stå still") innebär att blodets passage är blockerad så att blodet inte kan strömma igenom. Blodstockning leder till ökad blodmängd vid platsen för blockeringen (passiv hyperemi). Blodstockning kan uppkomma av yttre orsaker, såsom strypning, och av inre. Det senare kan förekomma vid hjärtsvikt, när hjärtat inte orkar pumpa blodet, vilket då kan märkas i lungorna. vid blodpropp i benen då benen sväller upp, och åderbråck.